# 万丈目準
万丈目 準（まんじょうめ じゅん）は、アニメ『遊☆戯☆王デュエルモンスターズGX』およびその派生作品である漫画『遊☆戯☆王GX』に登場する架空の人物。英語版での名前はChazz Princeton。担当声優は松野太紀。

## 人物
遊城十代のライバルで、万丈目グループの三男。一人称は「オレ」（稀に「オレ様」とも）だが、片思いしている天上院明日香の前だと「ボク」になる。使用デッキはおジャマトリオ。デュエルの度にデッキを換えたりもする（初期は悪魔族主体のデッキ、39話以降からはアームド・ドラゴン、VWXYZ、B（ビートロン）の三つの系統の内どれか一つをおジャマトリオと組み合わせたデッキを使う）。
登場したときはプライドの高いエリートだったが、ノース校のトップに立って復活してからは周りを見下すことは少なくなり、十代達の騒動等で散々な目にあったりするなどギャグキャラになった。自分の事に集中してしまう十代と違い、おジャマ達などぞんざいに扱いつつも身内は見捨てない点で彼とは異なる意味での求心力がある。またストーリー上、十代の次にデュエルの回数が多い。

## ストーリー

### 一期目（1年生）
当初はエリート故の驕りで我が物顔に威張り散らしていたが、十代や三沢大地に負けてからは周囲の信頼を失い、アカデミアを退学。その後、漂着した姉妹校のノース校に編入。自らの力でノース校のトップに上り詰める。
対抗デュエルで十代と再戦することになる。兄達が介入しレアカードを使ってデッキを組む事を強要されるが、自分のデッキで戦う事を選び十代相手に善戦していくも、逆転に遭い再び敗北する。しかし十代に対しての敵対心は多少薄れ、「本校でやりのこしたこと」を求めて本校に戻る。その間、欠席扱いとなっていたため出席日数が足りず元のオベリスクブルーでは進学できなくなり、出席日数に関係なく進学できるオシリスレッドに在籍する。以降はノース校時代の制服であった真っ黒な制服を羽織り、彼のトレードマークになる。しかし、一期目終盤では天上院吹雪の介入や明日香絡みの件もあってギャグ的存在かつ腰砕けなキャラとなっていた。
彼の愛称である「万丈目サンダー」の由来は、彼が十代らに呼び捨てされた時に「万丈目“さん”だ!!」と文句を言っていたこと。ノース校編入時に万丈目が「万丈目“さん”だ」と同じく訂正を入れていたものがノース校で若干訛りを帯びて定着し、「万丈目サンダー」と呼ばれるようになる。本校に戻ってからも万丈目サンダーと呼ばれており、寮を問わずかなりの人望を集めた。本人もこの愛称を気に入っており、決め台詞として、「一、十、百、千、万丈目サンダー!!」と叫んでいる。

### 二期目（2年生）
彼の精霊を見ることができる力を狙った斎王の手中に落ち、学園の生徒で最初に光の結社に洗脳されてしまう。光の結社側に回った後は、ブルー寮を白く染め上げ、明日香、三沢等を光の結社側に取り込み、十代に刺客を放つなど、学園を危機に陥れるが、ジェネックス開催中に自分の立場に違和感を覚え始める。後に十代を相手に、白騎士団デッキを使用してデュエルすることになる。だが十代のデッキに投入されていた、おジャマトリオが自身の心を呼び覚まし、正気に戻った。
光の結社を離脱した後は、黒い物に異様な執着を見せるようになった。ホワイトサンダー時の記憶はなく（後ろめたい事だけは覚えていたようだが）、自分が明日香と三沢を光の結社に引き込んだ事も覚えていない。その後は他の生徒を率いて光の結社の構成員を全滅させ、最後に勝ち残った早乙女レイに勝利し、ジェネックスの優勝者になった。

### 三期目（3年生前半）
ジェネックスで優勝したことによりブルー寮に戻る筈であったのだが、ブルー寮のペンキ塗りを嫌がり、理由をつけてレッド寮に戻る。万丈目グループを超える財力を持つ、ガラム財閥を率いていたアモンに対して尋常ではないライバル心を抱きデュエルを挑むも敗れた。学園ごと異世界に飛ばされた後、突如ゾンビ化した生徒たちを相手にデュエルをしている途中、力尽きて自分も「おジャマトリオ」共々ゾンビと化す。ゾンビとなった万丈目は、「闇魔界の戦士 ダークソード」を主体とするデッキを使用し、十代にデュエルを挑むも敗北。しかし、その後もゾンビのように、決闘を求めて十代達に迫る。
現実世界に戻ると同時に正気に戻り、十代への友情とヨハン救出の為に異世界へ向かった。しかし異世界に来て変わりつつある十代に怒りのような感情を抱いてしまう。そして「怒」と書かれた文殊が重なり、怒りが増幅され十代を非難してしまい、彼が覇王になった原因となる。ブロンに捕らえられてしまい「邪神教義－怒」の発動と共に消滅した。消滅後は別の次元に飛ばされており、十代の元へ向かう丸藤翔にその事を伝えた。

### 四期目（3年生後半）
ブルー寮へ戻る（しかし制服は黒から変わらず、オベリスク・ブルーの制服は保管したまま）。デュエルディスクにカードが反応しない事件が起こったため、鮫島校長から明日香と共に調査を頼まれる。
翔や明日香と異なりプロデュエリストを目指していたが、連続不採用となり行き詰っていた所を見かねたクロノス教頭によって、既にプロデュエリストとなっているエド・フェニックスの付き人を務める事になる。最初はプライドの高さもあって抵抗を感じてはいたが、天才と呼ばれているエドが日夜影で努力する姿を見た事で、積極的に付き人の役目を果たそうとする。
しかし、エドから預かっていたカードを無くすというミスをしてしまい、さらにはエドの代理「おジャ万丈目」として十代とデュエルを行い、付き人の仕事であるカードの整理によって得た経験を元に十代を上回る実力を発揮するが、プロデューサーであるマイクの言葉を鵜呑みにして勝てるはずのデュエルを放棄する形で敗北。十代に失望されるのみならず、千里眼グループの条件で、プロを辞めざるを得なくなったエドにも付き人をクビにされる。
その後、マイクがカードを盗んだ犯人と知り、デュエルアカデミアでのエドとのデュエルの際に十代にカードを取り戻す事を頼み自身はエドとの時間稼ぎを行う。その後十代が千里眼グループ会長秘書のエメラルダと協力しマイクからカードを取り戻し、エドに返却する。デュエル再開後、自分がエースカードと称した「おジャマ・イエロー」の攻撃（サポートカードを加味）でエドに勝利を決める。このエドとのデュエル後、校長室には己の全開の実力を見せた万丈目のスポンサーになりたいという電話が次々とかかって来た。
吹雪や明日香らと共にダークネスの侵攻に気がつくが、吹雪が明日香達に気をとられている間にミスターTに敗れダークネスの世界に連れ去られる。ダークネス世界の中で、何度もデュエルでピンチに立たされ敗北するという幻想を繰り返し見せられる。その内に、勝ちたい思いからセカンド・ディール（通常のドローをせずデッキの上から2枚目を引く反則）をしてしまい、反則負けとなったことですべてを諦めダークネスと同化してしまう。だが十代の声を聞いたことで「負けてもまた這い上がればいい」という思いとともに、現実世界への帰還を果たした。
翔と明日香と共に卒業デュエルでは最優秀の一人となった。

## 使用カード

### ユニオン
VWXYZ（ヴィトゥズィ）やB（ビートロン）など複数のモンスターの合体により生み出されるカード。VWXYZ（ヴィトゥズィ）は十代を倒すためにクロノス教諭から与えられたカード。B（ビートロン）のカードは光の結社に入った万丈目が手に入れ、脱退した後も使用している。

### アームド・ドラゴン
LV3～LV10までのレベルアップによって進化していくモンスター。ノース校の校長から渡され、十代との対抗戦の後、校長が返してもらうのを忘れたため万丈目がそれ以降使用するようになった。

### おジャマ
全て攻撃力0だが、「おジャマ・デルタハリケーン!!」などのサポートカードが多い。万丈目が兄との対決を機に使用するようになったカード。

### 白騎士団の
読みは「ホワイトナイツ」。斎王から与えられたカード。OCGに「白騎士団の」に酷似した効果を持つカード群「幻獣」がある（そのため『タッグフォース』シリーズではOCG化されていない「白騎士団の」に変わり「幻獣」のカードを使用することがある）。その中でも、エースモンスターである「白騎士団のロード」は万丈目と斎王の契約の証しであり、正気にもどった万丈目は十代に敗北してまでこのカードの破壊にこだわった。

### 地獄
初期のブルー時代の万丈目が使用していた「地獄戦士」、「地獄の暴走召喚」、「ヘル・ポリマー」等の地獄やヘルと名のつくカード。
あくまで名前に共通点があるだけでテーマやカテゴリというわけではない。

### ドラゴン
漫画版での愛用モンスター。エースである「光と闇の竜」を筆頭に強力なドラゴン族カードが揃っている。さらにドラゴン族専用サポートカードにより攻撃面だけでなく防御面も高い。その中でも龍の騎士、ダークエンド・ドラゴン、ライトエンド・ドラゴン、ランス・リンドブルム、サポートカードのドラゴニック・タクティクスなどはOCG化されている。『デュエルターミナル』でのスピードデュエルでは、切り札として光と闇の竜を使用する事もある。

## 漫画版における万丈目準
8月1日生まれ。身長167cm、体重51kg。
オベリスク・ブルー所属の一年生。ギャグキャラとしての面を持つアニメ版とは雰囲気が異なり、クールな性格。アニメとは違い、アカデミア中等部出身ではなく、ジュニアチャンプであったと過去も設定されている。そのデュエリストとしての優秀さから高等部からの入学にもかかわらずオベリスク・ブルーに所属できた。しかし、その待遇は万丈目財閥の「金の力」によるものだとあらぬ誤解を受けていた。十代と同じくカードに宿る「精霊」を見る事ができ、精霊を宿したカード「光と闇の竜（ライトアンドダークネス・ドラゴン）」を所有する。
ドラゴン族デッキを使用するが、十代と戦った時までは共に戦い負ける事を恐れ（負ける以前は実力を認めない者たちに自分自身の力を認めさせるためといっていたが、負けた時に自分の本当の気持ちに気づいた）「光と闇の竜」を封印する様に埋めていたが、十代とのデュエルを機に再び「光と闇の竜」と共に戦う事を決意し、再びそのカードを手にする。亮帰還記念デュエル大会予選では、三沢に勝利する。本選トーナメント1回戦の翔とのデュエルでは「光と闇の竜」を破壊されるも、「光と闇の竜」の意思を受け継いだ闇の竜「ダークエンド・ドラゴン」と光の竜「ライトエンド・ドラゴン」を駆使し勝利した。
亮帰還記念デュエル大会で十代を破り優勝し、アカデミア火口特設決闘場で丸藤亮と対決する。ちなみに、アカデミア火口特設決闘場の存在は生徒は誰一人（亮や吹雪も）知らなかった。「ライトエンド・ドラゴン」、「ダークエンド・ドラゴン」、「光と闇の竜」の3体を一気に展開して1度は優勢に立ったが、最終的に1ポイントのダメージも与えられずに敗北する。
第3章の交流戦タッグデュエルではデュエル大会1回戦で対戦した翔とタッグを組みオブライエン＆ジェームスのコンビと対戦。お互いがうまくサポートしあい勝利を収めた。